# Balanophyllia regia
Balanophyllia regia är en korallart som beskrevs av Gosse 1853. Balanophyllia regia ingår i släktet Balanophyllia och familjen Dendrophylliidae. Inga underarter finns listade i Catalogue of Life.